# Шпильберк
Шпильберк (чеш. Špilberk), или Шпильберг (нем. Spielberg) — крепость на холме в центре моравского города Брно. Основана в XIII веке чешским королём Пржемыслом Отакаром II для защиты города и собственного проживания.

## История
Первое письменное упоминание о крепости относится к 1277 году. Воздвигнута была для защиты Моравии с юга. Свою золотую эру Шпильберк пережил во времена маркграфов из рода Люксембургов, которые отсюда управляли всей Моравией. Во время гуситских войн крепость ни разу не была взята неприятелем.
В 1560 году Шпильберк перешёл к городским властям. Из-за участия горожан в антицесарском восстании крепость была в 1621 году конфискована Габсбургами и стала снова государственной, то есть королевской, собственностью. В 1645 году, на исходе Тридцатилетней войны, несмотря на довольно ветхое состояние, моравская цитадель выдержала почти четырехмесячную осаду шведских войск, во много раз превосходивших защитников числом и вооружением. Тогда эта победа изменила ход войны, а Шпильберк вновь доказал свою стратегическую ценность.
В 1783 году император Иосиф II принял решение часть шпильберкской крепости превратить в тюрьму для врагов монархии, и создать там самые тяжелые условия для заключённых. Для этой задачи больше всего подходили казематы, служившие до этого складом военного материала, которые подвергли соответствующим переделкам. С тех пор замок Шпильберк превратился в политическую «тюрьму народов».

После 1809 года, когда по приказу императора Наполеона были разрушены некоторые значительные части укрепления, Шпильберк потерял своё прежнее военное значение. С 1820 года крепость полностью была преобразована в огромную гражданскую тюрьму. Тюрьма была предназначена для самых опасных преступников, но время от времени здесь оказывались и люди, стремившиеся завоевать свободу и демократические права для своих народов и стран, которых можно назвать политическими заключенными. В конце XVIII века в ней содержались французские революционеры и их венгерские последователи, в 1820-е и 1830-е годы — итальянские патриоты (карбонарии и последователи движения «Молодая Италия»), в 1850-е годы — польские участники Краковского восстания. С 1822 по 1830 г. в крепости содержался Сильвио Пеллико, о чем он рассказал в своей знаменитой книге «Мои тюрьмы». 

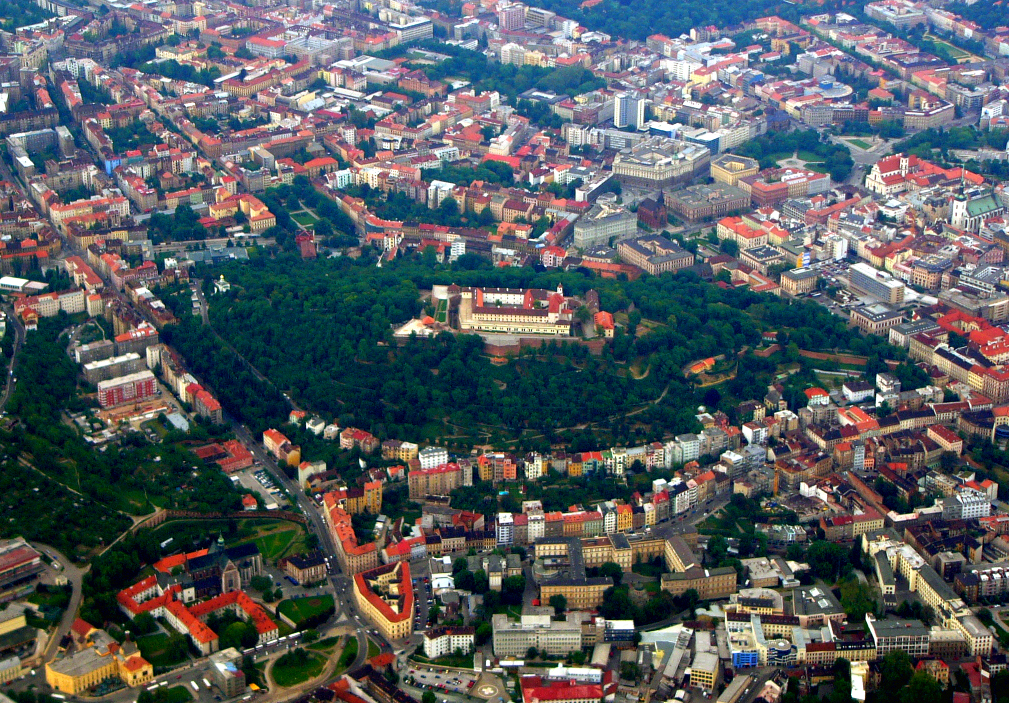
С высоты птичего полёта

С 1855 года Шпильберк стал казармой и оставался ей до 1959 года. Во времена Первой мировой войны и нацистской оккупации, однако, Шпильберк использовался как место содержания политических заключенных.

## Современное использование
С 1960 года Шпильберк открыт для посещения как городской (краеведческий) музей. В 1962 году объявлен национальным культурным памятником. После масштабной реставрации превратился в выразительную доминанту города Брно.
Экспозиции и выставки знакомят посетителей с историей крепости и города и с брненским изобразительным искусством и архитектурой. В летние месяцы дворы крепости-замка становятся местом проведения концертов и театральных представлений.